# Afërdita Dreshaj
Afërdita Dreshaj (Nueva York, 19 de julio de 1986) es una cantante y modelo estadounidense. Ganó el título de Miss Universe Kosova 2011, y representó a la República de Kosovo en Miss Universo 2011, el 12 de septiembre en São Paulo, Brasil, donde logró ubicarse en el Top 16.

## Biografía
Afërdita Dreshaj nació el 19 de julio de 1986 en la ciudad de Nueva York, Estados Unidos. Su familia es originaria de Montenegro, pero fue criada por una familia albanesa-estadounidense en el estado de Míchigan. 
En 2007 participó en Miss Universo Albania 2007, donde logró ubicarse como la 1a Finalista del certamen.
En 2010, después de emigrar a Kosovo, lanzó su álbum debut Just Kiss Me. Su sencillo "Just Kiss Me" se convirtió en un éxito en Kosovo y Albania. 
A inicios del 2014, fue vista junto al actor estadounidense Leonardo DiCaprio en el balcón de un hotel en Miami, Florida, lo que promovió el rumor de que ellos tenían una relación, sin embargo, poco días después Dreshaj afirmó que solo eran amigos.
En 2018 se casó con Jakub Kindl, jugador profesional de hockey sobre hielo. Con el cual, tuvo un hijo llamado Sky Blue Kindl, el 16 de marzo de 2021.
Actualmente tiene contratos con importantes empresas de modelaje en países como Italia, Kosovo, Alemania, Grecia, Albania, Canadá, Macedonia y Estados Unidos.

## Miss Universo 2011
El 15 de enero de 2011 ganó el título nacional de Miss Universo Kosovo frente a 20 participantes, mientras que la 1ª finalista fue Gentiana Cana. El título le otorgó el pase para representar a la República de Kosovo en Miss Universo 2011, celebrado en Brasil, donde logró ubicarse en el Top 16. Siendo así, la cuarta mujer en representar a Kosovo en este certamen. Ella fue la primera mujer con cabello rubio en obtener el título nacional, aunque hay que resaltar que su color natural de cabello es castaño claro, también fue la primera estadounidense en ganar el título. También obtuvo el premio de Miss Prensa. 

## Dancing With The Stars Albania
Afërdita, participó en la tercera temporada de Dancing With The Stars: Albania, que se celebró en Tirana, a finales de marzo, abril y junio.

## Discografía
Álbum debut "Just Kiss Me"
- Qyteti Heshtu (2010)
- Nese je burrë (2010)
- Për ty Dridhem (2010)
- Just Kiss Me (2010)[2]
- Shumë Trafik (2010)
- Hey Hey Hey (2010)
- Do Ta Gjej Nje Tjeter (2010)
- Më Zuri Nata (2010)
- Femer Hit (2010)
- Unë Nuk Jam Ajo (2010)
- Komplikim (2012)
- Super Stars (2013) ft. Lumi B.
- Mos Rri Larg (2014)

## Videografía
Álbum debut "Just Kiss Me"
- Qyteti Heshtu (2010)
- Just Kiss Me (2010)
- Nese je burrë (2010)
- Për ty Dridhem (2010)
- Shumë Trafik (2010)
- Komplikim (2012)
- Super Stars (2013) ft. Lumi B.
- Mos Rri Larg (2014)

| Predecesor: Kështjella Pepshi | Miss Universo Kosovo 2011 | Sucesor: Diana Avdiu |